# Der Schrecken des Meeres
Der Schrecken des Meeres ist ein deutscher Abenteuer-Stummfilm aus dem Jahre 1924 von Franz Osten, ein seltenes Beispiel eines deutschen Piratenfilms. Die Hauptrollen spielen Carl de Vogt, Helena Makowska, Lilian Gray und Jack Mylong-Münz, der auch das Drehbuch verfasste.

## Handlung
Dem stolzen Grafen Orelli sind Hörner aufgesetzt worden, denn seine Gattin hat ihn betrogen. Dies fand statt, als er sich gerade auf hoher See befand. Zu allem Unglück vergnügte sie sich auch noch auf einem Ball, als beider Sohn schwer erkrankte. Daraufhin nimmt der Adelige seiner untreuen Frau nicht nur den gemeinsamen Sohn weg, um ihn sicher in einem Kloster unterzubringen, sondern erschießt darüber hinaus auch noch ihren Liebhaber. Nunmehr ein Aussätziger der Gesellschaft, will sich der Graf daraufhin selbst richten. Doch ein Pirat verhindert dies und macht ihm stattdessen den Vorschlag, auf die andere Seite des Gesetzes zu wechseln und Kapitän eines Kaperschiffes zu werden. Orelli nimmt an, und fortan zieht es ihn aufs weite Meer hinaus, wo er sich über die Jahre hinweg den Ruf eines gefürchteten Piraten erwirbt. Der „Seeteufel“ wird zum titelgebenden „Schreckens des Meeres“.
Zwanzig Jahre sind ins Land gegangen, aus dem der Mutter entzogenen Jungen ist ein stattlicher, junger Mann geworden, den es zum Militär gezogen hat. Als Leutnant eines Grenzkommandos wird ihm von den Hafenbehörden der Auftrag erteilt, dem gefürchteten Piraten (von dem der Leutnant nicht weiß, dass es sich dabei um seinen eigenen Vater handelt), erst das Handwerk und anschließend ihn in Ketten zu legen. Der Junior und seine große Liebe, die Tochter des Gouverneurs, geraten in die Hände der Freibeuter und sollen umgebracht werden. Orelli, der seinen Sohn erkennt, verhindert dies. Daraufhin meutern seine eigenen Piraten und stecken das Piratenschiff, auf dem sich der Kapitän als Letzter befindet, in Brand. Sich selbst bringen die schurkischen Freibeuter auf der Jacht der Gouverneurstochter, die die gekapert haben, in Sicherheit. Orelli, sein Sohn und seine Liebe retten sich auf ein Floß und werden von einem vorbeifahrenden Dampfer aufgelesen. Dadurch gerät der „Seeteufel“ doch noch in die Hände der Staatsgewalt. Edelmütig verzeiht er seiner ihn im Kerker besuchenden untreuen Ehefrau, und zum Happy End kann Orelli junior seine Angebetete zum Altar führen.

## Produktionsnotizen
Der Schrecken des Meeres entstand in den Bavaria-Studios in München-Geiselgasteig, passierte die Filmzensur am 10. September 1924 und wurde exakt zwei Monate darauf in München uraufgeführt. Der Sechsakter besaß eine Länge von 1943 Metern und wurde mit Jugendverbot belegt.
Die Filmbauten gestaltete Max Heilbronner.

## Kritiken
Der Kinematograph widmete dem Film eine längere Betrachtung und fand dabei nicht allzu freundliche Worte: „Eine sehr abenteuerliche Angelegenheit, reichlich naiv vorgetragen. Jack Mylong-Münz ist ein netter, sympathischer Darsteller, nach den Lorbeeren des Filmdichters zu greifen, sollte er sich lieber versagen. Immerzu wird in diesem Film irgend jemand mit List irgendwohin gelockt. Und ohne den berühmten Zufall käme dieser Film überhaupt nicht zu Ende. Die Regie führte Franz Osten, ohne etwas für die Gestaltung des Stoffes zu tun. (…) Der Film zeigt prachtvolle Bilder, die Photographie Franz Kochs ist hervorzuheben. (…) Besonders gelungen sind die schönen Meeresbilder.“
Das Salzburger Volksblatt schrieb: „Die von Jack Mylong-Münz erdachte Handlung ist bunt und wirbelnd und erklärt sich nur in den Schlußszenen zu Kompromissen bereit. Carl de Vogt ist ein glaubhafter Freibeuter und Helena Makowska eine verführerische Ehebrecherin, an der auch im zweiten Teil des Films ein Zeitraum von mindestens zwanzig Jahren unmerklich vorüberrauscht.“
Die Villacher Zeitung nannte den Film ein „hochinteressantes und spannendes Abenteuerdrama“ und befand überdies: „Die Meeres- und Seemannsbilder sind geradezu bezaubernd.“